# Lisbeth Wagner
Lisbeth Wagner ist eine ehemalige deutsche Fußballspielerin.

## Karriere
Wagner gehörte in der Saison 1975/76 als Stürmerin dem FC Bayern München an. Während ihrer Vereinszugehörigkeit drang sie mit der Mannschaft ins Endspiel um die deutsche Meisterschaft vor.
Am 20. Juni 1976 erreichte sie mit ihrer Mannschaft erstmals das Endspiel, nachdem zuvor in der Gruppe 3 der Vorrunde nach Hin- und Rückspiel der VfL Schorndorf und der amtierende Deutsche Meister Bonner SC im Gesamtergebnis bezwungen werden konnte. Im Siegener Leimbachstadion wurde Tennis Borussia Berlin erst nach Verlängerung mit 4:2 bezwungen, nachdem es am Ende der regulären Spielzeit von 60 Minuten 2:2 gestanden hatte.

## Erfolge
- Deutscher Meister 1976